# Cornel Züger
Cornel Züger (* 7. August 1981 in Wangen) ist ein ehemaliger Schweizer Skirennfahrer. Er war auf die schnellen Disziplinen Abfahrt und Super-G spezialisiert, gewann ein Europacuprennen und fuhr im Weltcup einmal unter die besten 20.

## Biografie
Züger wurde 2003 in das C-Kader des Schweizer Skiverbandes aufgenommen und stieg ein Jahr später ins B-Kader auf. Seine ersten FIS-Rennen bestritt er im Dezember 1996, erreichte aber meist nur Resultate im Mittelfeld. Daher dauerte es auch relativ lang, bis er im Januar 2002 seinen ersten Start im Europacup hatte. Auch dort waren die Ergebnisse anfangs eher bescheiden, und er brauchte ein weiteres Jahr, bis er seine ersten Europacuppunkte gewann. Im Januar 2004 kam er mit dem achten Platz in der Abfahrt von Tarvisio erstmals unter die besten zehn. In der Saison 2004/05 erreichte er bereits in vier Abfahrten die Top 10 und wurde im Endklassement Sechster in der Abfahrtswertung. In der Saison 2005/06 fuhr er insgesamt fünfmal unter die besten zehn und belegte Rang neun in der Super-G-Wertung, 2006/07 schaffte er mit vier Top-10-Plätzen Rang sieben in der Super-G-Wertung. Am 12. Dezember 2007 fuhr er mit dem zweiten Platz in der Abfahrt von Zauchensee erstmals auf das Siegerpodest.
Seinen ersten Start im Weltcup hatte Züger am 20. Dezember 2003 in der Abfahrt von Gröden. Die nächsten Einsätze folgten erst im Februar 2005, und am 5. März 2005 holte er mit Rang 28 in der Abfahrt von Kvitfjell seine ersten Weltcuppunkte. Vorerst blieb dies sein bestes Ergebnis, erst in der Saison 2007/08 konnte er sich wieder mehrmals unter den besten 30 platzieren. Bestes Saisonresultat war der 22. Platz in der Abfahrt von Kvitfjell am 29. Februar. Am 6. Dezember 2008 erlitt der Schweizer bei einem Sturz im Super-G von Beaver Creek einen Kreuzbandriss und musste die Saison 2008/09 bereits sehr früh beenden.
Im Winter 2009/10 gewann Züger im Europacup mit einem Sieg in der Abfahrt von Sarntal/Reinswald und weiteren zwei Podestplätzen die Abfahrtswertung. Auch im Super-G fuhr er einmal auf das Podest. Seine einzigen Weltcuppunkte in diesem Winter holte er mit Platz 25 in der Abfahrt von Bormio. Am 29. Januar 2011 erzielte Züger mit dem 18. Platz in der Abfahrt von Chamonix sein bestes Weltcupergebnis. In weiteren zwei Weltcuprennen fuhr er in der Saison 2010/11 unter die schnellsten 30, aber zumeist erreichte er keine Platzierung in den Punkterängen. Da er sein Ziel, sich für den Weltcupfinal zu qualifizieren, klar verfehlte, trat er im März 2011 vom Skirennsport zurück.

## Erfolge

### Weltcup
- 1 Platzierung unter den besten 20, weitere zehnmal unter den besten 30

### Europacup
- Saison 2004/05: 6. Abfahrtswertung
- Saison 2005/06: 9. Super-G-Wertung
- Saison 2006/07: 7. Super-G-Wertung
- Saison 2009/10: 7. Gesamtwertung, 1. Abfahrtswertung, 7. Super-G-Wertung
- 5 Podestplätze, davon 1 Sieg:

| Datum        | Ort               | Land    | Disziplin |
| ------------ | ----------------- | ------- | --------- |
| 2. März 2010 | Sarntal/Reinswald | Italien | Abfahrt   |

### Weitere Erfolge
- 4 Siege in FIS-Rennen (2× Riesenslalom, 1× Abfahrt, 1× Super-G)